# Kinnisadak, Gulbarga
Kinnisadak là một làng thuộc tehsil Gulbarga, huyện Gulbarga, bang Karnataka, Ấn Độ.